# Apatania lenica
Apatania lenica là một loài Trichoptera trong họ Apataniidae. Chúng phân bố ở miền Cổ bắc.